# Van Etten
Van Etten és una població dels Estats Units a l'estat de Nova York. Segons el cens del 2000 tenia 581 habitants.

## Demografia
Segons el cens del 2000, Van Etten tenia 581 habitants, 228 habitatges, i 150 famílies. La densitat de població era de 257,8 habitants per km².
Dels 228 habitatges en un 36% hi vivien nens de menys de 18 anys, en un 43,9% hi vivien parelles casades, en un 17,1% dones solteres, i en un 33,8% no eren unitats familiars. En el 27,2% dels habitatges hi vivien persones soles el 13,2% de les quals corresponia a persones de 65 anys o més que vivien soles. El nombre mitjà de persones vivint en cada habitatge era de 2,55 i el nombre mitjà de persones que vivien en cada família era de 3,03.
Per edats la població es repartia de la següent manera: un 30,1% tenia menys de 18 anys, un 8,1% entre 18 i 24, un 25,6% entre 25 i 44, un 22,4% de 45 a 60 i un 13,8% 65 anys o més.
L'edat mediana era de 34 anys. Per cada 100 dones de 18 o més anys hi havia 87,1 homes.
La renda mediana per habitatge era de 27.955 $ i la renda mediana per família de 35.769 $. Els homes tenien una renda mediana de 23.125 $ mentre que les dones 30.417 $. La renda per capita de la població era de 12.223 $. Entorn del 10,3% de les famílies i el 15% de la població estaven per davall del llindar de pobresa.